# Навохоа (муниципалитет)
Навохоа (исп. Navojoa) — муниципалитет в Мексике, штат Сонора, с административным центром в одноимённом городе. Численность населения, по данным переписи 2020 года, составила 164 387 человек.

## Общие сведения
Название Navojoa с языка индейцев майо можно перевести как — дом опунций.
Площадь муниципалитета равна 2808,7 км², что составляет 1,6 % от площади штата, а наиболее высоко расположенное поселение Сингапур, находится на высоте 138 метров.
Он граничит с другими муниципалитетами Соноры: на севере с Кирьего, на востоке с Аламосом, на юге с Уатабампо, на западе с Этчохоа и Кахеме.

## Учреждение и состав
Муниципалитет был образован в 1825 году, по данным 2020 года в его состав входит 305 населённых пунктов, самые крупные из которых:
| Код INEGI                  | Населённый пункт                                                                 | Численность населения (2005 год) | Численность населения (2010 год) | Численность населения (2020 год) |
| -------------------------- | -------------------------------------------------------------------------------- | -------------------------------- | -------------------------------- | -------------------------------- |
| 042                        | Всего                                                                            | 144598                           | 157729                           | 164387                           |
| 0001                       | Навохоа (исп. Navojoa) 27°04′54″ с. ш. 109°26′44″ з. д. (административный центр) | 103312                           | 113836                           | 120926                           |
| 0531                       | Пуэбло-Майо (исп. Pueblo Mayo) 27°12′14″ с. ш. 109°33′28″ з. д.                  | 2516                             | 2568                             | 2668                             |
| 0052                       | Гуадалупе-де-Хуарес (исп. Guadalupe de Juárez) 27°21′43″ с. ш. 109°43′18″ з. д.  | 1404                             | 1595                             | 1715                             |
| 0079                       | Масьяка (исп. Masiaca) 26°45′49″ с. ш. 109°14′15″ з. д.                          | 1466                             | 1514                             | 1505                             |
| 0146                       | Бакабачи (исп. Bacabachi) 26°53′52″ с. ш. 109°23′35″ з. д.                       | 1267                             | 1380                             | 1370                             |
| 0055                       | Гуаймитас (исп. Guaymitas) 27°06′38″ с. ш. 109°26′19″ з. д.                      | 1283                             | 1301                             | 1331                             |
| 0101                       | Росалес (исп. Rosales) 27°07′57″ с. ш. 109°26′15″ з. д.                          | 1118                             | 1214                             | 1263                             |
| 0300                       | Лос-Буаюмс (исп. Los Buayums) 26°51′46″ с. ш. 109°26′01″ з. д.                   | 1180                             | 1198                             | 1244                             |
| 0006                       | Лос-Бауисес (исп. Los Bahuises) 27°07′18″ с. ш. 109°28′08″ з. д.                 | 1242                             | 1303                             | 1234                             |
| —                          | Прочие                                                                           | 29810                            | 31820                            | 31131                            |
| Названия на карте Генштаба |                                                                                  |                                  |                                  |                                  |

## Экономическая деятельность
По статистическим данным 2000 года, работоспособное население занято по секторам экономики в следующих пропорциях:
- сельское хозяйство, скотоводство и рыбная ловля — 17,2 %;
- промышленность и строительство — 26,3 %;
- торговля, сферы услуг и туризма — 53,4 %;
- безработные — 3,1 %.

## Инфраструктура
По статистическим данным 2020 года, инфраструктура развита следующим образом:
- электрификация: 98,7 %;
- водоснабжение: 73,9 %;
- водоотведение: 83,7 %.